# Palazzo Alchemia

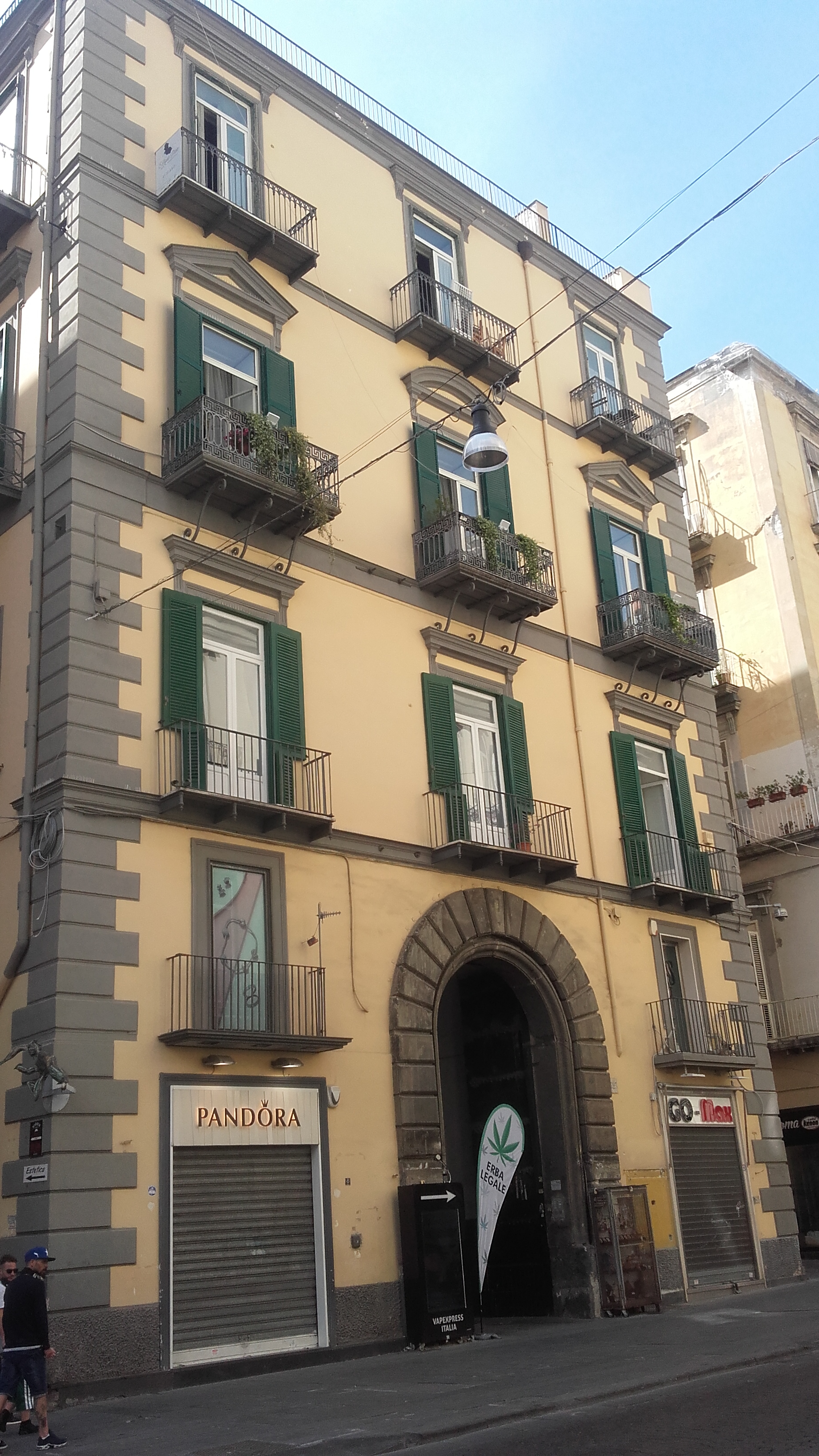
Palazzo Alchemia in Neapel

Der Palazzo Alchemia ist ein Palast aus dem 16. Jahrhundert im Viertel Quartieri Spagnoli von Neapel in der italienischen Region Kampanien. Es liegt an der Via Toledo, 323.

## Geschichte
Der Palast, der vermutlich in der zweiten Hälfte des 16. Jahrhunderts erbaut und räumlich bedingt durch die schachbrettartige Anordnung der Quartieri Spagnoli dahinter konditioniert wurde, gehörte 1609 Francesco Marsiglia. Bereits 1662 war er auf einige Eigentümer aufgeteilt; darunter wird Pietro Alchemia genannt. Zahlungsdokumente aus dem Jahr 1754 scheinen auf Arbeiten im Inneren, beauftragt vom Baron Pietro Alchemia (einem offensichtlich gleichnamigen Enkel des Obengenannten), unter der Leitung des Bauingenieurs Filippo Fasulo und unter Beteiligung des Malers Lorenzo Zecchetella hinzuweisen.

## Beschreibung
Der Palast zeigt eine Fassade mit vier Stockwerken (einschließlich eines Zwischengeschosses). Das Portal aus dem 17. Jahrhundert mit glattem Bossenwerk liegt vor einem Empfangssalon und einem kleinen Innenhof, zu dessen Rechtem sich schlanke, offene Treppe aus dem 18. Jahrhundert erhebt, die an ihrer Basis einen charakteristischen Lampenlöscher-Maskaron aus Piperno besitzt. Eine folgende Unterführung führt zu einem zweiten, kleinen Innenhof auf den Vico Figurelle a Montecalvaro hinaus.
Das Gebäude, das sich heute in gutem Erhaltungszustand befindet, beherbergt im ersten Obergeschoss ein kürzlich eingerichtetes Hotel (NapoliMia).